# Olympische Sommerspiele 1908/Schwimmen – 200 m Brust (Männer)
Der Schwimmwettkampf über 200 Meter Brust der Männer bei den Olympischen Spielen 1908 in London wurde vom 15. bis 18. Juli 1908 ausgetragen. Es war das erste Mal in der olympischen Geschichte, dass in einem Schwimmbecken geschwommen wurde, zuvor fanden die Wettkämpfe immer in offenen Gewässern statt. Das Schwimmbecken wurde im Inneren des White City Stadiums errichtet. Olympiasieger wurde Frederick Holman aus dem Vereinigten Königreich mit einer neuen Weltrekordzeit von 3:09,2 Minuten. Silber gewann sein Landsmann William Robinson und Bronze der Schwede Pontus Hanson.

## Rekorde
Vor Beginn der Olympischen Spiele waren folgende Rekorde gültig:
| Weltrekord         | unbekannt       | unbekannt       | unbekannt       | unbekannt       |
| Olympischer Rekord | nie ausgetragen | nie ausgetragen | nie ausgetragen | nie ausgetragen |

Folgende neue Rekorde wurden aufgestellt:
| Weltrekord         | 3:09,2 min | Frederick Holman | Finale |
| Olympischer Rekord | 3:09,2 min | Frederick Holman | Finale |

## Ergebnisse

### Vorläufe
Der schnellste Athlet eines jeden Laufs sowie der zeitschnellste Zweite aller Läufe qualifizierte sich für das Halbfinale.
Lauf 1
| Rang | Athlet           | Nation          | Zeit       | Anm. |
| ---- | ---------------- | --------------- | ---------- | ---- |
| 1    | Frederick Holman | Großbritannien  | 3:10,6 min |      |
| 2    | Richard Rößler   | Deutsches Reich | 3:18,0 min |      |
| 3    | Max Gumpel       | Schweden        | unbekannt  |      |

Lauf 2
| Rang | Athlet             | Nation             | Zeit       | Anm. |
| ---- | ------------------ | ------------------ | ---------- | ---- |
| 1    | Wilhelm Persson    | Schweden           | 3:17,6 min |      |
| 2    | András Baronyi     | Ungarn             | 3:18,0 min |      |
| 3    | Augustus Goessling | Vereinigte Staaten | unbekannt  |      |
| 4–5  | Herman Cederberg   | Finnland           | unbekannt  |      |
| 4–5  | Frederick Naylor   | Großbritannien     | unbekannt  |      |

Lauf 3
| Rang | Athlet            | Nation          | Zeit       | Anm. |
| ---- | ----------------- | --------------- | ---------- | ---- |
| 1    | Erich Seidel      | Deutsches Reich | 3:17,2 min |      |
| 2    | Hjalmar Johansson | Schweden        | 3:21,2 min |      |
| 3    | Alf Davies        | Großbritannien  | unbekannt  |      |
| 4    | Pierre Strauwen   | Belgien         | unbekannt  |      |

Lauf 4
| Rang | Athlet           | Nation             | Zeit       | Anm. |
| ---- | ---------------- | ------------------ | ---------- | ---- |
| 1    | Ödön Toldi       | Ungarn             | 3:14,4 min |      |
| 2    | Pontus Hanson    | Schweden           | 3:15,0 min |      |
| 3    | Sydney Gooday    | Großbritannien     | unbekannt  |      |
| 4    | Amilcare Beretta | Königreich Italien | unbekannt  |      |

Lauf 5
| Rang | Athlet           | Nation         | Zeit       | Anm. |
| ---- | ---------------- | -------------- | ---------- | ---- |
| 1    | William Robinson | Großbritannien | 3:13,0 min |      |
| 2    | Per Fjästad      | Schweden       | 3:31,4 min |      |
| 3    | John Henriksson  | Finnland       | unbekannt  |      |
| 4    | Edward Cooke     | Australasien   | unbekannt  |      |

Lauf 6
| Rang | Athlet           | Nation   | Zeit       | Anm. |
| ---- | ---------------- | -------- | ---------- | ---- |
| 1    | József Fabinyi   | Ungarn   | 3:23,4 min |      |
| 2    | Torsten Kumfeldt | Schweden | 3:24,6 min |      |
| 3    | Harald Klem      | Dänemark | unbekannt  |      |
| 4    | Hugo Jonsson     | Finnland | unbekannt  |      |

Lauf 7
| Rang | Athlet           | Nation         | Zeit       | Anm. |
| ---- | ---------------- | -------------- | ---------- | ---- |
| 1    | Félicien Courbet | Belgien        | 3:16,4 min |      |
| 2    | Percy Courtman   | Großbritannien | 3:18,4 min |      |
| 3    | Adolf Andersson  | Schweden       | unbekannt  |      |

### Halbfinale
Die ersten zwei Athleten eines jeden Laufs qualifizierten sich für das Finale.
Halbfinale 1
| Rang | Athlet           | Nation          | Zeit       | Anm. |
| ---- | ---------------- | --------------- | ---------- | ---- |
| 1    | Frederick Holman | Großbritannien  | 3:10,0 min |      |
| 2    | Ödön Toldi       | Ungarn          | 3:16,4 min |      |
| 3    | Erich Seidel     | Deutsches Reich | unbekannt  |      |
| 4    | József Fabinyi   | Ungarn          | unbekannt  |      |

Halbfinale 2
| Rang | Athlet           | Nation         | Zeit       | Anm. |
| ---- | ---------------- | -------------- | ---------- | ---- |
| 1    | William Robinson | Großbritannien | 3:11,8 min |      |
| 2    | Pontus Hanson    | Schweden       | 3:13,0 min |      |
| 3    | Wilhelm Persson  | Schweden       | unbekannt  |      |
| 4    | Félicien Courbet | Belgien        | unbekannt  |      |

### Finale
| Rang | Athlet           | Nation         | Zeit       | Anm. |
| ---- | ---------------- | -------------- | ---------- | ---- |
| 1    | Frederick Holman | Großbritannien | 3:09,2 min | WR   |
| 2    | William Robinson | Großbritannien | 3:12,8 min |      |
| 3    | Pontus Hanson    | Schweden       | 3:14,6 min |      |
| 4    | Ödön Toldi       | Ungarn         | 3:15,2 min |      |